# Lameco Eskrima

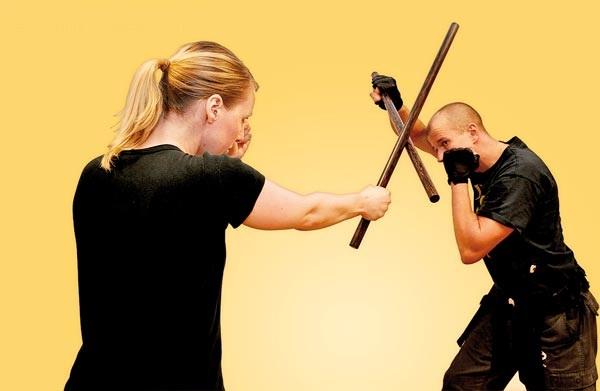
Lameco Eskrima

Lameco Eskrima är en lära inom filippinsk kampsport (engelska Filipino martial arts, FMA) skapad av den bortgångne Edgar Sulite baserad på hans träning med olika filippinska FMA-mästare såsom Jose Caballero och Antonio Ilustrisimo.
Ordet Lameco är en förkortning och sammanslagning av tre spanska ord: Largo, Medio och Corto, och står för de tre avstånden man tränar, alltså på långt avstånd med pinnar, medelavstånd med slag och sparkar samt närstrid med grappling och nedtagningar.